# Município de Olmsted (condado de Cuyahoga, Ohio)
O município de Olmsted (em inglês: Olmsted Township) é um município localizado no condado de Cuyahoga no estado estadounidense de Ohio. No ano de 2010 tinha uma população de 13.513 habitantes e uma densidade populacional de 538,21 pessoas por km².

## Geografia
O município de Olmsted encontra-se localizado nas coordenadas 41° 22′ 38″ N, 81° 55′ 52″ O. Segundo a Departamento do Censo dos Estados Unidos, o município tem uma superfície total de 25.11 km², da qual 25.11 km² correspondem a terra firme e (0%) 0 km² é água.

## Demografia
Segundo o censo de 2010, tinha 13.513 habitantes residindo no município de Olmsted. A densidade populacional era de 538,21 hab./km². Dos 13.513 habitantes, o município de Olmsted estava composto pelo 94.21% brancos, o 1.65% eram afroamericanos, o 0.09% eram amerindios, o 2.06% eram asiáticos, o 0.03% eram insulares do Pacífico, o 0.69% eram de outras raças e o 1.27% pertenciam a dois ou mais raças. Do total da população o 3.04% eram hispanos ou latinos de qualquer raça.